# عثمان بن عیسی رواسی
عثمان بن عیسی رواسی عامری کلابی، یکی از وکلا موسی کاظم بوده‌است که پس از فوت موسی کاظم، اموالش را برای خود دانست و منکر مرگ موسی کاظم شد. او از سران فرقه واقفیه بوده‌است و منکر امامت علی بن موسی الرضا شد. یکی از القاب او شیخ الواقفه است. برخی منابع از وی به عنوان کسی که از اعتقاداتش توبه کرده و امامت علی بن موسی الرضا را پذیرفته‌است یاد می‌کنند. با این حال برخی حدیث توبه او را ضعیف می‌دانند.

## سرنوشت
عثمان بن عیسی از وکلای موسی کاظم در مصر بود. او اموال بسیاری را به همراه شش کنیز از اموال موسی کاظم را در دست داشت. برخی منابع مبلغ در دست وی را سی هزار دینار دانسته‌اند. برخی نیز تعداد کنیزان را ۵ عدد دانسته‌اند. پس از کشته شدن موسی کاظم، علی بن موسی به عنوان امام بعدی شیعه، طی یک نامه، از او اموال پدرش را طلب کرد؛ اما او در جواب نامه علی بن موسی نوشت: «اگر پدرت نمرده که چیزی از این اموال تعلق به تو ندارد و اگر -چنان‌که گفته می‌شود- مرده باشد نیز به همین ترتیب؛ زیرا او مرا به دادن اموال به تو امر نکرده و کنیزان را نیز آزاد کرده و با آنان ازدواج کرده‌ام!»

### واقفیه
پس از کشته شدن موسی کاظم در زندان سندی بن شابک، گروهی از وکلای موسی کاظم که اموال بسیاری را از او در دست داشتند، با انکار مرگ او، معتقد به مهدویتش شدند و فرقه واقفیه را شکل دادند؛ در این میان، عثمان بن عیسی رواسی نیز یکی از مهمترین سران این فرق بود. او با همراهی علی بن ابی‌حمزه بطائنی، زیاد بن مروان قندی و حیان سراج؛ اقدام به دعوت مردم به عقده باطل خویش کردند. در این بین علی بن موسی الرضا به مبارزه مستقیم با این فرقه پرداخت و جمع کثیری از آنان را مجاب کرد تا دست از عقیده زنده ماندن موسی کاظم بردارند. او در پیشرفت این فرقه نقش بسزایی داشت و به همین علت است که او را «شیخ الواقفه» خواندند.

### توبه
او سرانجام موفق شد تا به بطلان اعتقادش پی برده و مجدداً به مذهب شیعه دوازده‌امامی بازگردد. او توبه نموده و اموال موسی کاظم را به علی بن موسی تسلیم کرد. پس از توبه به همراه دو پسرش، به حیره واقع در کربلا رفته و در آنجا به عبادت مشغول بود و سرانجام در همان‌جا نیز از دنیا رفت و دفن گردید. فرزندانش پس از مرگ پدر به کوفه مراجعت کردند. با وجود آنکه برخی از رجالیون شیعه همچون ابوالقاسم خویی، روایت توبه او را نپذیرفتند و آن را ضعیف می‌دانند، ولی به جهت اعتماد شیخ طوسی و علی بن ابراهیم و ابن شهرآشوب به اصحاب اجماع بودن وی؛ او را ثقه دانسته‌اند.